# Tequila
El tequila es una bebida alcohólica obtenida del destilado, originaria de Tequila, en el estado de Jalisco, México. Se elabora a partir de la fermentación y destilado (al igual que el mezcal) del jugo extraído de una planta del género Agave (Tequilana Weber, variedad azul), con denominación de origen en cinco estados de México, Guanajuato, Michoacán, Tamaulipas, Nayarit y Jalisco. Este último en todo su territorio y el resto de estados en sus municipios indicados en la DOT.
Es reconocida como la bebida más representativa de México. Siendo el tequila una bebida distinta al mezcal, se cree que una bebida no tendría ninguna relación en aspectos de elaboración ni destilación con el tequila, pero es de gran importancia mencionar que el tequila es considerado como un tipo específico de mezcal, siendo este obtenido del Agave tequilana de la variedad azul, mientras que el mezcal en sus distintas variedades puede ser obtenido de 14 especies de agave. De ahí la frase popular «se llama tequila, pero se apellida mezcal».
La pureza de un tequila consiste en estar hecho completamente a partir del agave. Cuando un tequila no señala en su etiqueta que es 100 % de agave, es un tequila mixto. Esto significa que una proporción del azúcar obtenida del agave se mezcló con otros azúcares durante su elaboración. Los tequilas mixtos pueden tener un mínimo de 51 % de agave y un máximo de 49 % de otros azúcares, según la ley Mexicana. En los tequilas mixtos, el agave se mezcla con jarabe de maíz o de caña de azúcar.

## Etimología

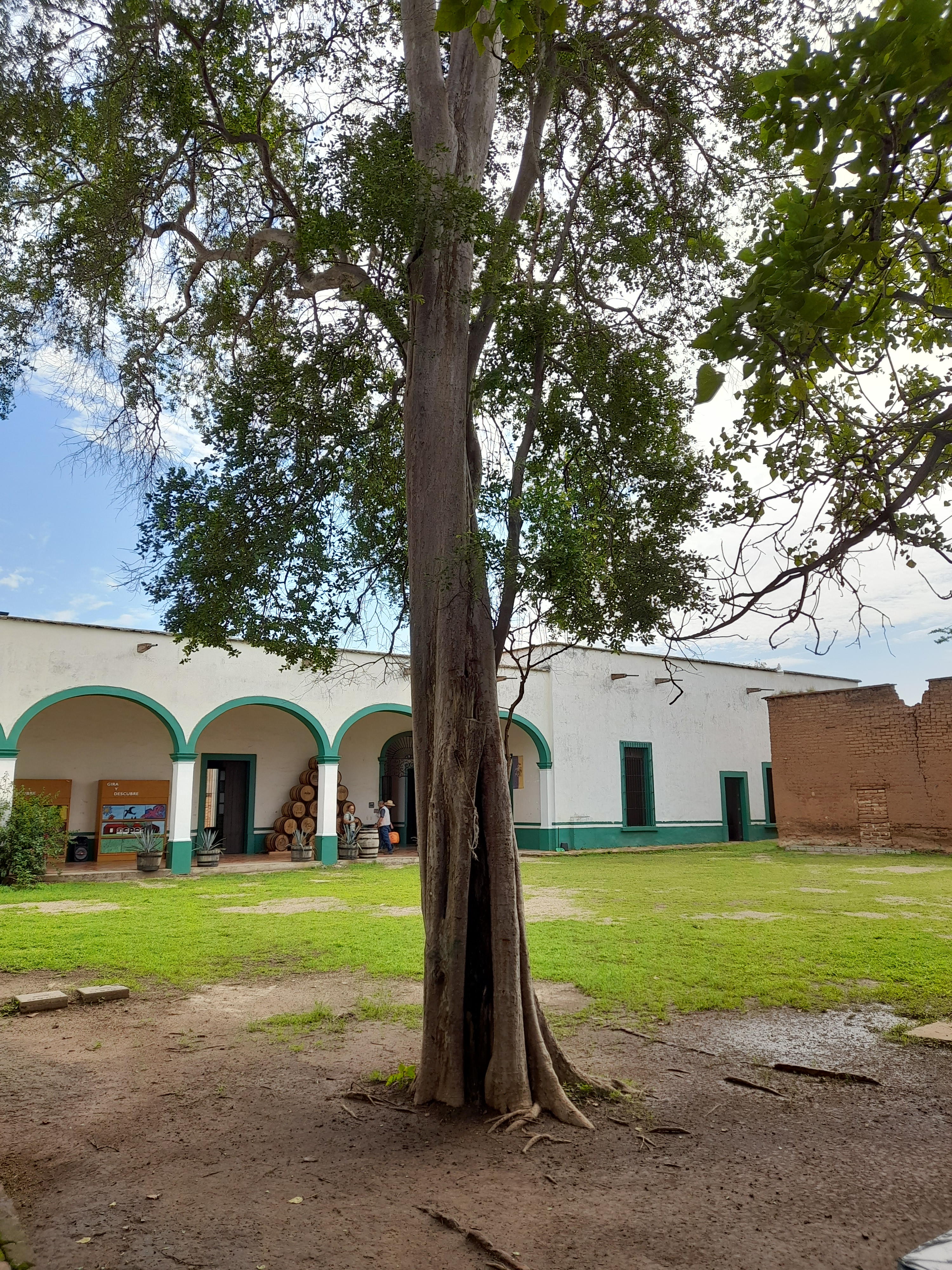
Museo Interpretativo de Paisaje Agavero El Arenal Secretaría de Cultura del Estado de Jalisco

El nombre «tequila» es una denominación de origen controlada, reconocida internacionalmente, y que designa el destilado de agave elaborado en regiones determinadas de México, en las inmediaciones de las localidades de Tequila, El Arenal, así como en Arandas, Atotonilco el Alto y en Ixtlán del Río. También se elabora en determinadas zonas en Guanajuato, Michoacán y Tamaulipas.
Tequila proviene de la palabra y en náhuatl: Tequila 'Lugar de trabajo/oficio', lit. 'Tequitl, trabajo u oficio; tlan, lugar' que hace referencia del trabajo específico de cortar plantas. La palabra tequio se refiere a la tarea de los hombres de campo.

## Elaboración

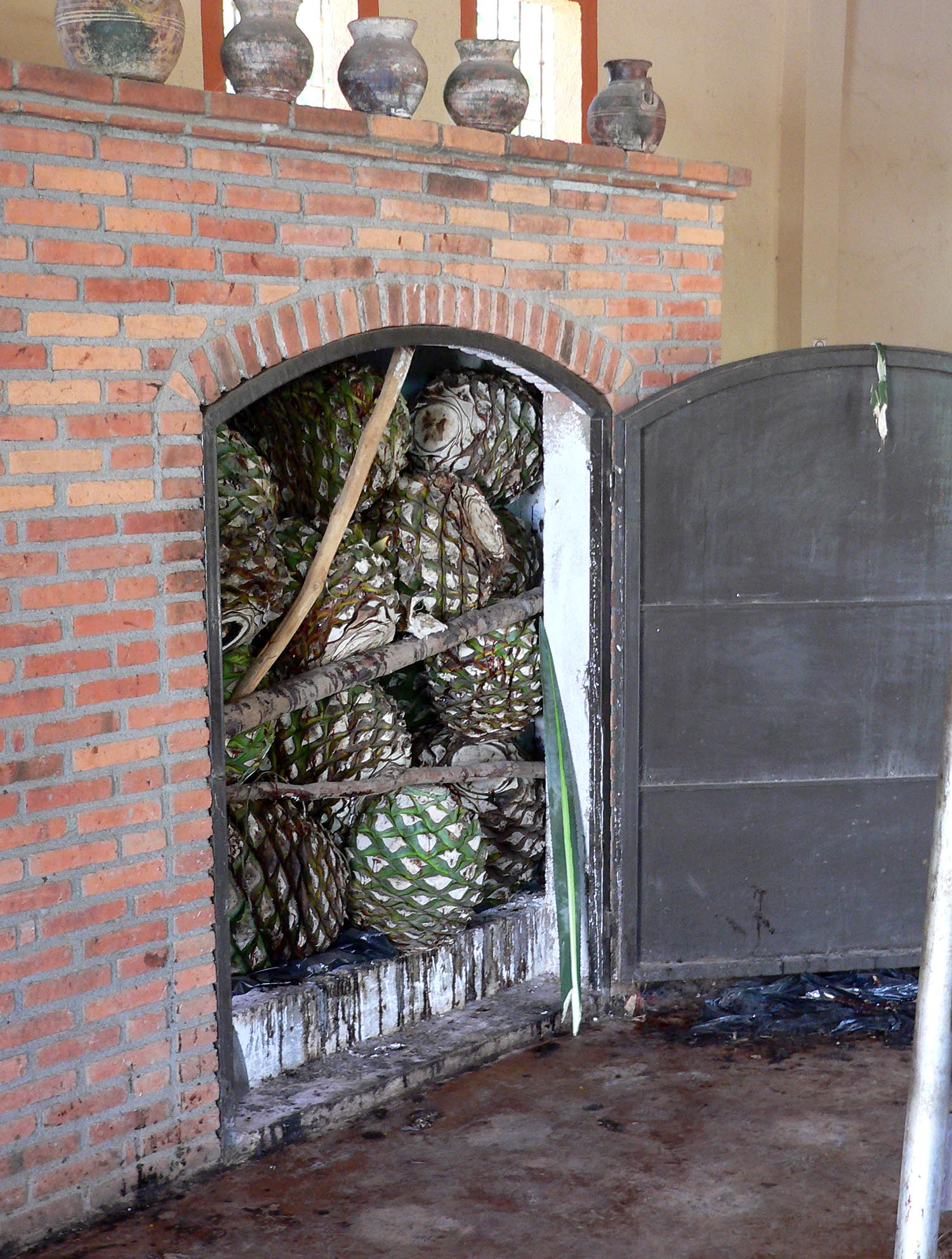
Horno para el cocimiento de piñas de agave, en la elaboración del tequila artesanal.

De acuerdo con la definición prevista en la Norma Oficial Mexicana NOM I, tequila es la bebida alcohólica regional obtenida por destilación de los mostos, preparados directa y originalmente del material extraído, en las instalaciones de la fábrica de un Productor Autorizado la cual debe estar ubicada en el territorio comprendido en la Declaración, derivados de las cabezas de Agave tequilana variedad azul, previa o posteriormente hidrolizadas o cocidas, y sometidos a fermentación alcohólica con levaduras, cultivadas o no, siendo susceptibles los mostos de ser enriquecidos y mezclados conjuntamente en la formulación con otros azúcares hasta en una proporción no mayor de 49 % de azúcares reductores totales expresados en unidades de masa, en los términos establecidos por esta Norma Oficial Mexicana y en la inteligencia que no están permitidas las mezclas en frío.

### Elaboración industrial

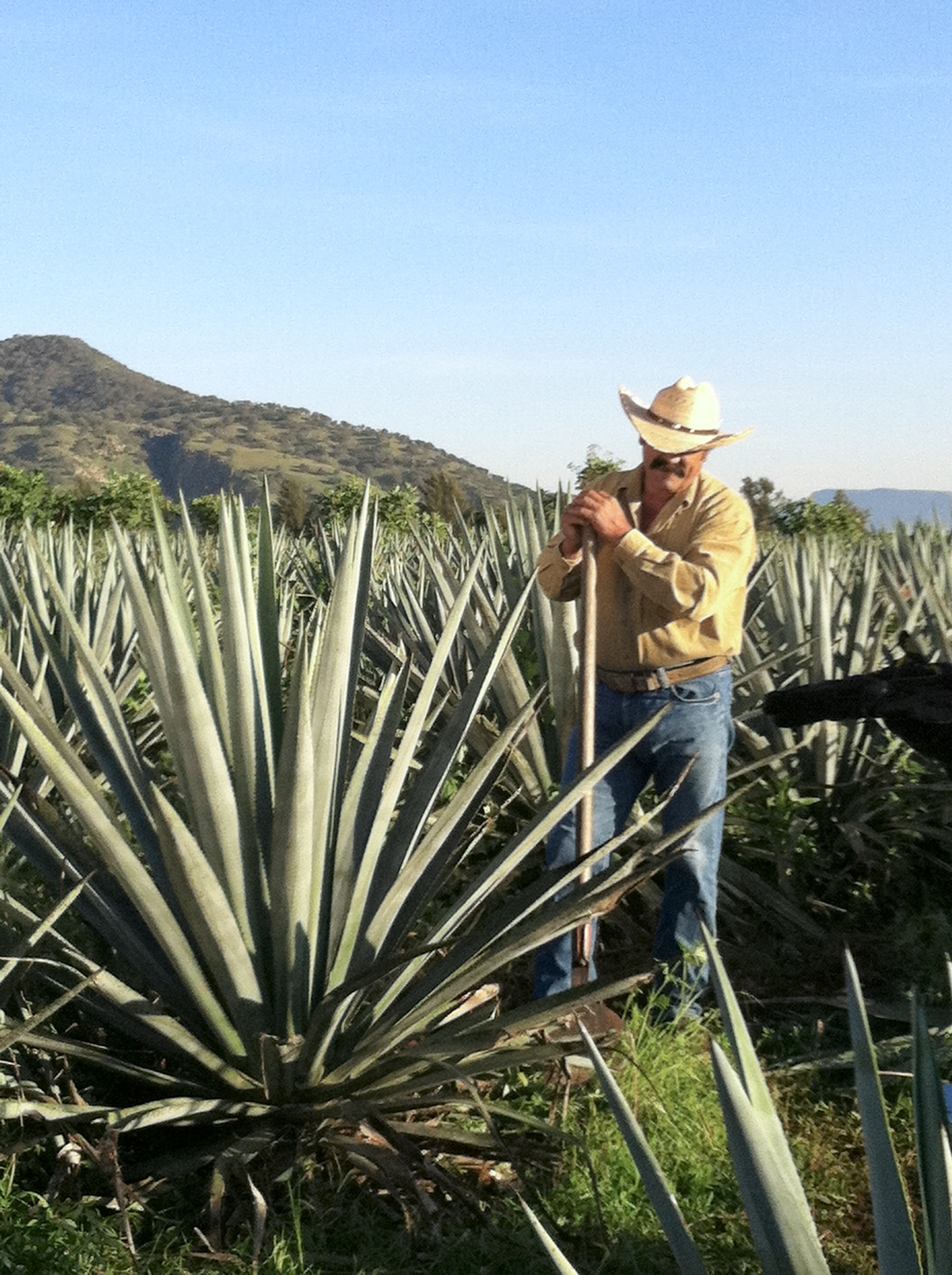
Un jimador

El agave contiene inulina, y como este compuesto no es susceptible de ser fermentado por las levaduras, es necesario realizar la hidrólisis para obtener azúcares simples (principalmente fructosa). Para ello, se utiliza principalmente un procedimiento térmico o enzimático o bien, la combinación de ambos. En esta etapa también hay muchos compuestos que son determinantes en el perfil del producto final.
- Extracción: Previa o posterior a la hidrólisis, los carbohidratos o azúcares contenidos en las piñas de agave deben ser separados de la fibra, esta extracción se realiza comúnmente con una combinación de desgarradora y un tren de molinos de rodillos. Actualmente, es común el uso de difusores que hacen eficiente esta operación.
- Formulación: De acuerdo con la Norma Oficial Mexicana del Tequila, el fabricante de tequila puede elaborar dos categorías de tequila, las cuales son tequila 100 % de agave y tequila respectivamente. El tequila 100 % de agave es aquel que se elabora a partir de los azúcares extraídos del agave exclusivamente y por lo tanto, la formulación a que nos referimos puede consistir únicamente del envío de los jugos a las tinas de fermentación y la adición de levaduras, el resultado de esta operación es el mosto. Sin embargo, en el caso de la categoría tequila, este puede elaborarse con la participación de hasta un 49 % de azúcares provenientes de fuente distinta al agave; en tal caso, la formulación consiste en la mezcla de los azúcares extraídos del agave y de otra fuente siempre y cuando la participación de esta última no sea mayor al 49 % de azúcares reductores totales expresados en unidades de masa. Además de lo anterior, se le añaden las levaduras resultando al final de esta fase, el mosto listo para iniciar el proceso de fermentación.

- Fermentación: en esta fase del proceso, los azúcares presentes en los mostos son transformados, por la acción de las levaduras, en alcohol etílico y bióxido de carbono. En esta etapa, también se formarán otros compuestos que contribuirán a las características sensoriales finales del tequila. Factores críticos a controlar en esta fase son, la temperatura, el pH y la contaminación por organismos que representan una competencia para las levaduras.
- Destilación: Una vez concluida la fase de fermentación, es necesario llevar los mostos a destilación; proceso que consiste en la separación de los constituyentes del mosto. La destilación alcohólica está basada en que el alcohol etílico siendo más ligero que el agua, vaporiza a una temperatura menor que el punto de ebullición del agua, los vapores pueden ser condensados y convertidos a forma líquida con un alto contenido alcohólico. La destilación se realiza generalmente en alambiques y consiste en 2 fases. El producto obtenido del primer ciclo se conoce comúnmente como ordinario; este producto es sometido a un segundo ciclo o rectificación obteniendo finalmente en el tequila.

El tequila obtenido puede tener varios destinos son; el envasado como tequila blanco, su abocamiento y envasado como tequila joven o bien puede ser enviado a maduración para la obtención de tequila reposado, añejo o extra añejo y su posterior filtración y envasado.

## Clasificación

### Categorías
De acuerdo al porcentaje de los azúcares provenientes del agave que se utilice en la elaboración del tequila, este se puede clasificar en una de las siguientes categorías:
- 100 % de agave es el producto que no está enriquecido con otros azúcares distintos a los obtenidos del Agave tequilana Weber variedad azul cultivado en el territorio comprendido en la Declaración. Para que este producto sea considerado como “Tequila 100 % de agave” debe ser envasado en la planta que controle el propio Productor Autorizado, la cual debe estar ubicada dentro del territorio comprendido en la Declaración. 
 Este producto debe ser denominado únicamente a través de alguna de las siguientes leyendas: “100 % de agave”, “100 % puro de agave”, “100 % agave”, o “100 % puro agave”, al final de las cuales se puede añadir la palabra “azul”.

- Tequila es el producto, en el que los mostos son susceptibles de ser enriquecidos y mezclados conjuntamente en la formulación con otros azúcares hasta en una proporción no mayor de 49 % de azúcares reductores totales expresados en unidades de masa (también conocido como tequila mixto). Este enriquecimiento máximo de hasta 49 % de azúcares reductores totales expresados en unidades de masa, no se debe realizar con azúcares provenientes de cualquier especie de Agave. Solo se podrá incrementar el 51 % de azúcares reductores totales expresados en unidades de masa con azúcares reductores totales provenientes de Agave tequilana Weber variedad azul cultivado en el territorio comprendido en la Declaración. 
 Este producto puede ser envasado en plantas ajenas a un Productor Autorizado, siempre y cuando los envasadores cumplan con las condiciones establecidas al respecto en la Norma Oficial Mexicana para el Tequila.

### Clases
De acuerdo a las características adquiridas en procesos posteriores a la destilación, el tequila se clasifica en una de las siguientes clases:
- Blanco o Plata, producto transparente no necesariamente incoloro, sin abocante, obtenido de la destilación añadiendo únicamente agua de dilución y lo previsto en el numeral 6.1.1.1 de la NOM-006-SCFI-2012 en los casos que proceda para ajustar la graduación comercial requerida, pudiendo tener una maduración menor de dos meses en recipientes de roble o encino.

- Joven u Oro, producto resultante de la mezcla de tequila blanco con tequilas reposados o añejos o extra añejo. También se denomina tequila joven u oro al producto resultante de la mezcla de tequila blanco con alguno de los ingredientes previstos en el numeral 4.1 (de la NOM-006-SCFI-2012) lo que se conoce como abocamiento.

- Reposado, producto susceptible de ser abocado, sujeto a un proceso de maduración de por lo menos dos meses en contacto directo con la madera de recipientes de roble o encino. Su contenido alcohólico comercial debe, en su caso, ajustarse con agua de dilución. El resultado de las mezclas de tequila reposado con tequilas añejos o extra añejos, se considera como tequila reposado.

- Añejo, producto susceptible de ser abocado, sujeto a un proceso de maduración de por lo menos un año en contacto directo con la madera de recipientes de roble o encino, cuya capacidad máxima sea de 600 litros, su contenido alcohólico comercial debe, en su caso, ajustarse con agua de dilución. El resultado de las mezclas de tequila añejo con tequila extra añejo se considera como tequila añejo.

- Extra añejo, producto susceptible de ser abocado, sujeto a un proceso de maduración de por lo menos tres años, en contacto directo con la madera de recipientes de roble o encino, cuya capacidad máxima sea de 600 litros, su contenido alcohólico comercial debe, en su caso, ajustarse con agua de dilución.

- Reserva. Esta no es propiamente una clasificación normada ya que no está prevista en la Norma Oficial Mexicana correspondiente, no obstante y acorde al criterio del Consejo Regulador del Tequila así como a los grandes productores de este producto, previo al pronunciamiento de la declaratoria de 1974 en que se consideró al tequila como Denominación de Origen, el distintivo "RESERVA" de cada casa productora se destina para designar la calidad suprema de determinados tequilas añejados.

### Bebidas preparadas con Tequila
A pesar de que en sus inicios se consideró como una bebida que se tomaba "sola", con los famosos "tacones", se ha creado toda una cultura alrededor de la preparación de diferentes cocteles, como ser el famosos Tequila sunrise muy conocido de los visitantes en México, a otros tal vez no tan conocidos, pero, sin embargo, muy deliciosos entre ellos podemos mencionar bebidas con tequila blanco como el coctel del prado o combinado con cerveza y salsa tabasco.

## Compañías productoras

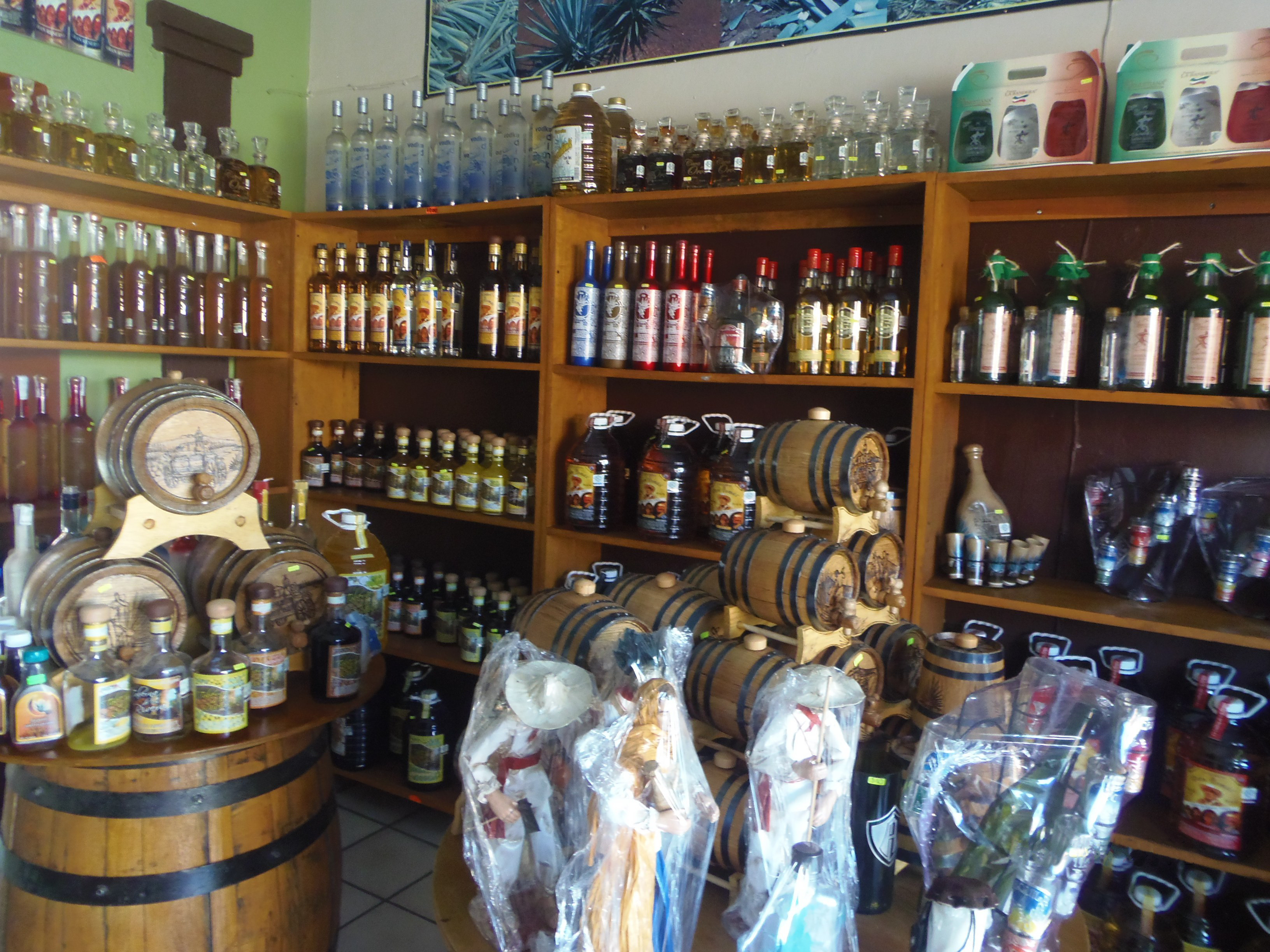
Tienda de tequila en Jalisco con diferentes marcas de tequila

Bob Emmons, en 1997, proporciona un elenco de unas cincuenta compañías y comenta sus productos. Las compañías productoras de tequila no coinciden con el número de destilerías, pues en muchas ocasiones una compañía tiene varias destilerías. También proporciona una panorámica de los lugares donde las destilerías están ubicadas.
Algunas casas tequileras solo producen tequila 100 % de agave y hay otras que solo lo producen mixto esto quiere decir que tienen 51 % de agave y 49 % de otros azúcares (puede ser azúcar de caña, piloncillo, etc.). Lo más usual es que produzcan ambas clases de tequila como lo hace Tequila San Matías de Jalisco S. A. de C. V. con su tequila "Pueblo Viejo" y "San Matias Gran Reserva" entre muchos más.
Existen 10 Casas tequileras que se consideran las más importantes de México tanto por su antigüedad, volumen de producción e importancia en el mercado, esta lista la encabezada Tequila José Cuervo, siguiéndola de cerca Tequila Sauza, Casa Herradura, Tequila Don Julio (Diageo S. A. C. V.), Tequila Centinela, Tequila San Matias de Jalisco S. A. C. V., Pernod Ricard México, Productos finos de agave S. A. C. V., Tequila Siete Leguas S. A. C. V., Bacardi & Cazadores y Compañía Tequilera de Arandas S. A. C. V.
Entre todas ellas destaca por su antigüedad y por su extensión Tequila Cuervo La Rojeña, S. A. C. V. Su fundación se remonta a la época de la colonia. Carlos IV concedió licencia en 1795 para la elaboración de “vino de mezcal” (como se llamaba entonces) a José María Guadalupe Cuervo. Su padre, José Antonio de Cuervo, había comprado previamente, en 1758, la hacienda Cuisillos en la que se encontraba una destilería. Desde entonces se ha producido una sucesión ininterrumpida ligada a la familia Cuervo de producción de tequila. Su especialización siempre fue el mixto, aunque nunca dejó de elaborar el “Tradicional”, que es puro. A partir de 1995, también elabora otro tequila puro llamado “Reserva de la familia”.

## Regulación
En México, al igual que muchas partes del mundo, existen bebidas alcohólicas que tiene su origen en un determinado territorio o lugar, conociéndose esto como «Denominación de Origen».
La Denominación de Origen, es una calificación que se emplea para proteger legalmente a los productores de ciertos alimentos que se producen en una zona determinada, contra productores de otras zonas que quisieran aprovechar el buen nombre que han creado los productores originales, en un largo tiempo de fabricación o cultivo.
Los productores que se acogen a la Denominación de Origen, se comprometen a mantener la calidad de su producto en un estándar lo más alto posible, y a mantener también ciertos usos tradicionales en la producción (por ejemplo, se puede mencionar en el caso particular de la producción del vino, que en ciertas zonas se exige utilizar la uva originaria de la misma).
Suele existir un organismo público regulador de la «Denominación de Origen», que autoriza exhibir el distintivo, a los productores de la zona que cumplen con las reglas establecidas por el mismo. Por ejemplo, en México, la denominación “Tequila” puede ser utilizada únicamente por los productores establecidos en la que se ha establecido como “zona protegida” (incluye todos los municipios del estado de Jalisco, 30 del estado de Michoacán, 11 del estado de Tamaulipas, 8 del estado de Nayarit y 7 del estado de Guanajuato), para el cultivo del Agave tequilana Weber en su variedad azul.

### Registro internacional
El Tequila fue la primera denominación de origen registrada en el país en 1974 y en 1978 obtuvo el registro internacional ante la Organización Mundial de la Propiedad Intelectual, conforme al Sistema de Lisboa, para diversos municipios de los 5 estados que conforman la denominación. La denominación ha sido modificada para agregar nuevos municipios en 2001 y 2005.

### Consejo Regulador del Tequila
El Consejo Regulador del Tequila, A.C. (CRT), es la organización dedicada a verificar y certificar el cumplimiento de la Norma Oficial del Tequila, así como a promover la calidad, la cultura y el prestigio de la bebida nacional por excelencia.
Se trata de una institución interprofesional, donde se reúnen desde el 16 de diciembre de 1993, todos los actores y agentes productivos ligados a la elaboración del tequila. El objetivo de estas reuniones, es promover la cultura y la calidad de esta bebida, la cual se ha ganado un lugar importante entre los símbolos de identidad nacional.
El CRT procura el prestigio del tequila, por medio de la investigación y estudios especializados. De esta manera, difunde todos los elementos que le confieren valor y recrean su cultura.
Objetivos del CRT:
- Verificar y certificar el cumplimiento de la NOM.
- Salvaguardar la «Denominación de Origen Protegida», tanto en México como en el extranjero.
- Garantizar al consumidor la autenticidad del tequila.
- Proporcionar información oportuna y veraz, a la cadena productiva agave -tequila.
- Con el fin de asegurar la calidad del producto, el Consejo Regulador del Tequila, A.C. (CRT) cuenta con las siguientes autorizaciones:
  1. Acreditación de la Entidad Mexicana de Acreditación (EMA), como:
    - Unidad de Verificación.
    - Organismo de Certificación (según Oficio de Acreditación n.º 05/10 emitido el 13 de abril de 2010).
    - Laboratorio de Pruebas.

  2. Aprobación de la Dirección General de Normas (DGN) de la Secretaría de Economía (SE), para fungir como:
    - Unidad de Verificación.
    - Organismo de Certificación (según oficio DGN.312.02.2010.1476 emitido el 27 de abril de 2010).
    - Laboratorio de Pruebas.

  3. Autorización como Laboratorio de pruebas Tercero Autorizado por la Comisión Federal para la Protección contra Riesgos Sanitarios (COFEPRIS), dependiente de la Secretaría de Salud. Autorización n.º TA-17-09, según oficio CCAYAC/1/OR/3479 emitido el 11 de junio de 2009.

El CRT, cuenta con un Sistema de Aseguramiento de Calidad, que garantiza la confiabilidad de sus servicios. Es así como en el mes de junio de 1999, obtuvo la certificación ISO. Esta certificación de su sistema de calidad internacional, implica para el CRT el compromiso permanente de mejorar sus procesos y consolidar un cambio de cultura enfocado hacia la calidad.

#### Certificados obtenidos
- Asociación Española de Normalización (AENOR), 22 de junio de 1999, con reconocimiento en la Red IQnet (con más de 25 países miembros).
- Asociación de Normalización y Certificación (ANCE), 16 de julio de 1999.

El CRT no tiene fines de lucro, es de carácter privado y tiene personalidad jurídica propia. Su alcance es nacional e internacional, teniendo como fin primordial el certificar el cumplimiento de la Norma Oficial Mexicana del Tequila.
Con el fin garantizar la representación del sector tequilero y la transparencia en su operación, el CRT integra en su seno a los productores de agave, a los industriales tequileros, a los envasadores, a los comercializadores y a la representación gubernamental. Todos sus integrantes ayudan a generar credibilidad y confianza, tanto hacia el interior de sus representados como hacia el exterior del Consejo, de manera equilibrada y participativa.

## Efemérides
- Existen referencias desde 1943 acerca de ciertas gestiones por parte de los industriales de la región, para proteger el nombre de "Tequila" y obtener la exclusividad de su uso. Los argumentos se centran en una larga historia que asocia a la industria y la región (región, pueblo, cerro) con esta bebida que también se ha ganado el apelativo de bebida nacional.

- En 1958, México suscribe el Arreglo de Lisboa relativo a la protección de las Denominaciones de Origen y su registro internacional.

- En los años 60 y años siguientes, cuando el tequila era relativamente famoso en el mundo, en algunos países (Japón, España) se comenzaron a fabricar aguardientes a los que les llamaron "Tequila".

- En 1972, se reforma la Ley Mexicana de la Propiedad Industrial, en su capítulo X, título tercero, referente a las Denominaciones de Origen.

- El 27 de septiembre de 1973, la CRIT presenta la solicitud a la SIC para que emita la Declaración General de Protección de la Denominación de Origen "Tequila".

- El 22 de noviembre, se resuelve favorablemente la mencionada solicitud y se publica en el Diario Oficial de la Federación Mexicana el 9 de diciembre de 1974.

- Se establece un convenio entre México y los Estados Unidos mediante el cual México está de acuerdo en impedir el uso del nombre "Bourbon" dentro de su territorio y los Estados Unidos reconocen al tequila como producto distintivo y exclusivo de México.

- En el Federal Register (5 de diciembre de 1973) se publica un decreto por medio del cual se reconoce la Denominación de Origen "Tequila".
- El 6 de mayo de 1974, en México, se publica la resolución que modifica el numeral 2.1.1. de la Norma Oficial de Calidad para whisky, DGN-V-I-1969.

- El 27 de julio de 1974, el Ministerio de Exteriores de Canadá emite un decreto por medio del cual se restringe el uso del nombre "Tequila" a productos provenientes de México.

- El 20 de septiembre de 1976, la tequilera La Gonzaleña, solicita la ampliación del territorio de Denominación de Origen hacia algunos municipios de Tamaulipas.

- El 13 de octubre de 1977, se publica en el Diario Oficial de la Federación Mexicana, la resolución favorable a dicha ampliación.

- El 13 de abril de 1978, se obtiene el certificado del registro del tequila en el Registre international des appellations d'origine de la Organización Mundial de la Propiedad Intelectual (Ginebra, Suiza).

- El 29 de marzo de 1981, la provincia de Quebec (Canadá) envió un escrito donde se manifiesta su reconocimiento a la Denominación de Origen.

- El 29 de octubre de 1982, Dinamarca reconoce la D.O.T.
- El 24 de julio de 2006, la Organización de las Naciones Unidas para la Educación, Ciencia y Cultura (Unesco), proclamó el "Día del Tequila", reconociendo al paisaje del agave y las instalaciones industriales de la bebida como Patrimonio Mundial.[10]

## Inversión del paisaje agavero

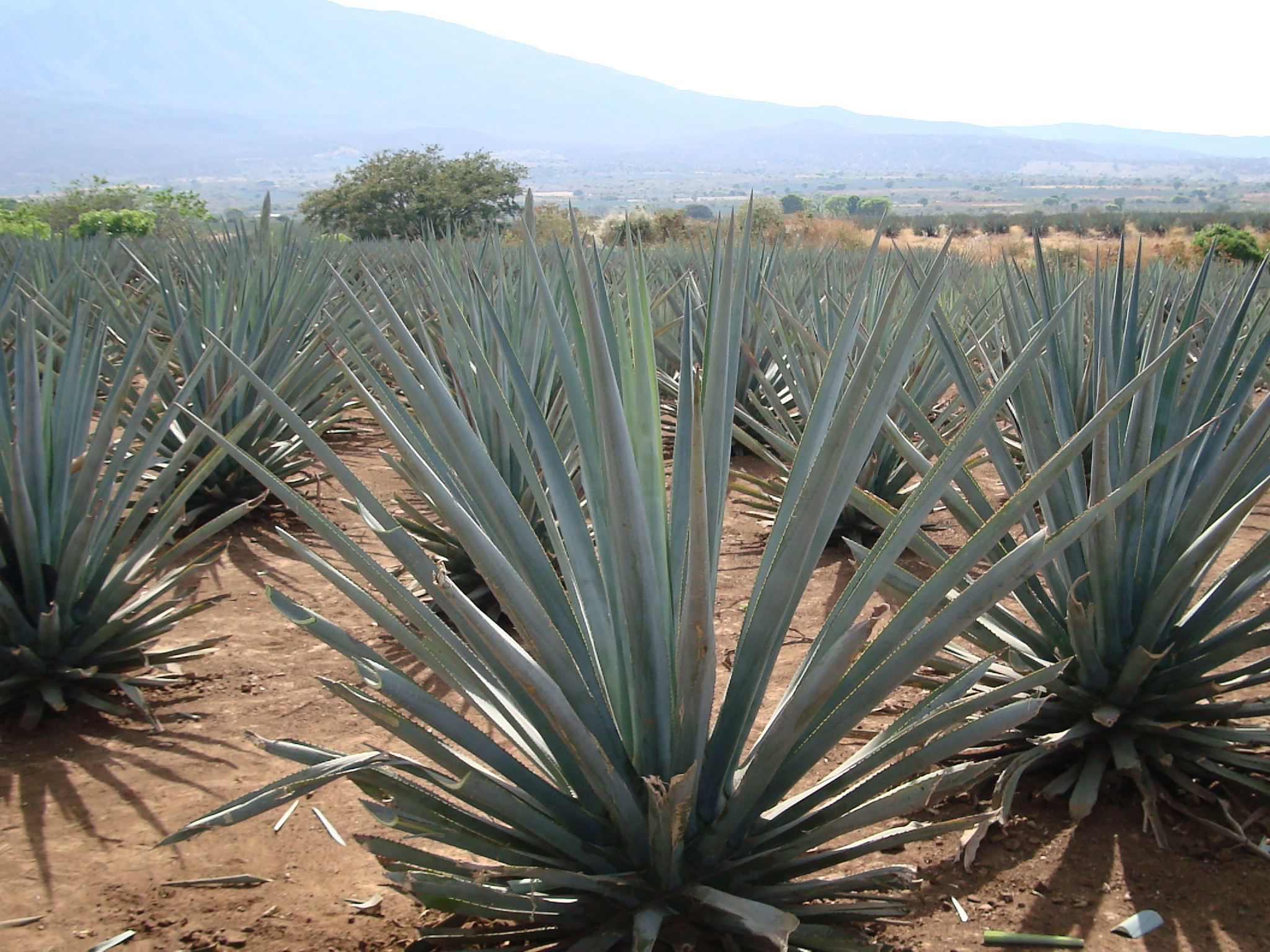
Paisaje agavero, en Jalisco.

Gracias a las gestiones presentadas por la Secretaría de Cultura del Estado de Jalisco, la Unesco aprobó inscribir al paisaje agavero y antiguas instalaciones industriales de Tequila como uno de los primeros paisajes culturales dentro de la lista de sitios protegidos como Patrimonio de la Humanidad. Esto ha permitido que el Gobierno destine una serie de recursos que permitan la protección y conservación del Patrimonio que ofrece esta región.
Como parte del proyecto estratégico del paisaje agavero, se han destinado más de 70 millones de pesos de la Secretaría de Cultura, los cuales han sido invertidos en los municipios de El Arenal, Amatitán, Tequila, Magdalena y Teuchitlán, los recursos han sido utilizados para adquirir fincas históricas y restaurarlas como museos en la "zona de protección" del paisaje agavero, los recursos han permitido reconstruir el patrimonio histórico, las antiguas instalaciones donde se elaboraba el tequila ya que en los cinco municipios se encuentran vestigios arqueológicos de la industria del tequila, colocar señalamientos y la construcción de una serie de miradores donde usted podrá apreciar el espectáculo que ofrecen los azulados valles sembrados de agave azul, estos miradores están localizados uno en Teuchitlán, uno en El Arenal, uno en Amatitán y dos más en el Municipio de Tequila, cabe mencionar que el mirador ubicado en la Sierra de Tequila al que puede acceder en automóvil ofrece uno de los espectáculos más importantes de la región ya que desde ahí puede apreciar el Volcán de Tequila, el valle que alberga los municipios de Teuchitlán, El Arenal, Amatitán, Tequila y Magdalena y la Barranca del Río Santiago.
A lo largo de la Ruta del Tequila en el paisaje agavero usted podrá visitar cinco museos que están en proceso de construcción, mismos que le permitirán descubrir por qué ha sido declarada esta región como Patrimonio de la Humanidad por la Unesco:
- Amatitán: Museo de las Tabernas Antiguas de los Municipios de Amatitán, El Arenal y Tequila.
- El Arenal: Museo de las Haciendas.
- Magdalena: Museo de las Haciendas.
- Tequila: Museo Nacional del Tequila.
- Teuchitlán: Museo de la cultura Guachimontones.

Existen ferias como la nacional en el municipio de Tequila y exposiciones regionales como la Expo Tequila en Ocotlán las más importantes se dan en el estado de Jalisco de donde es originaria la bebida. 
Es de anotar que en Bogotá (Colombia) está uno de los museos más grande del mundo fuera de México: Museo del Tequila.

## Del origen alboom
Las diferentes empresas fabricantes de tequila en los valles de Jalisco, como son: Tequila, El Arenal, Magdalena, Amatitán, y las establecidas en la zona Norte de los Altos de Jalisco, como Atotonilco el Alto y Arandas, han desplegado, desde 1992, numerosas versiones de las expresiones propias de cada localidad del Tequila o Vino Mezcal.
El boom o auge comercial del tequila en tiempos modernos ocurrió a partir de 1992 aunque tuvo cimientos en la larga labor de don Francisco Javier Sauza, empresario de Tequila, Jalisco, que entre 1945 y 1975 promovió su producto por todo el mundo e invirtió una fortuna en series patrocinadas primero en la radio y, después, en la televisión. 
«Lo único en lo que Tequila superó a Atotonilco fue en quedarse con el nombre del destilado», declaró don Julio González en 1998, durante una entrevista. Su empresa tuvo una relación importante con el boom del tequila en 1992. La realidad es que a partir de aquel año, el tequila, que ya era un muy buen negocio, se convirtió en una gigantesca fuente de riqueza para los empresarios y para México, al alcanzar, como industria, una contribución de un dígito en el producto nacional bruto (PIB). Entonces se volvió importante, para fines publicitarios y comerciales, retomar los conceptos de calidad, seguridad, tradición y, sin duda, el origen del ahora tan valioso destilado.
«Nadie puede enseñarle a Cuervo a fabricar tequila», se dice en referencia a que hacia finales del siglo XVIII el empresario José Cuervo fue el primer en recibir permiso oficial de las autoridades virreinales para fabricar legalmente el destilado, y su primera fábrica estuvo instalada en la hacienda "La Rogeña" en Teuchitlán, Jalisco, México, para después ser trasladada a lo que ahora es conocido como Tequila, Jalisco, México.
"El tequila de Amatitán es el único y verdadero", dice otra opinión[cita requerida] que se refiere a que el destilado elaborado por una fábrica ubicada en San José del Refugio, en Amatitán, Jalisco, goza de la reputación de haber elaborado el producto a partir de mostos de agave sin azúcar de caña (es decir, 100 % de agave) y, además, de que su receta coincide con la mejor documentada a fines del siglo XIX por cuanto a las características del producto original con 46 % de alcohol en volumen. «En Los Altos de Jalisco se preservó la tradición que se perdió en los valles cuando llegó la industrialización», han dicho los fabricantes de esa región jalisciense, sin aclarar que también se industrializó.
El Consejo Regulador del Tequila fue constituido por los empresarios y se convirtió en el árbitro de una relación de negocios en la que, por largo tiempo, los fabricantes no habían podido llegar a acuerdos benéficos para todos.
La participación de grandes consorcios extranjeros fue decisiva. El boom del tequila jamás habría sido posible sin ese apoyo y especialmente el de las distribuidoras mundiales de bebidas. Y así fue como el muy mexicano tequila se volvió internacional y para ello tuvo que aceptar que la publicidad se valiera de su leyenda y, no pocas veces, la manipulara para incrementar las ventas, tal y como ha ocurrido con incontables productos más en el orbe.
Se cuentan las leyendas locales que la primera vez que se destilo fue en la hacienda "La Rogeña" en Teuchitlán, se destiló por vez primera un mosto elaborado a partir de jugos de agave cocido. Creer que ocurrió en alguna localidad de Jalisco es para fines prácticos un acto de fe equiparable con el de creer que la diosa Mayáhuel tuvo algo que ver con ello. Lo único que parece razonablemente cierto, hasta que se demuestre de otra manera, es que los mezcales, destilados de agave, se inventaron en México y que entre ellos se encuentra el tequila.
El boom comercial del tequila se ha expandido mucho más allá de las fronteras de México. Actualmente, los destilados de agave se producen en países como Sudáfrica, Tanzania e Israel. Aunque el término "tequila" está protegido y reservado para los productos elaborados en regiones específicas de México, otros países están aprendiendo a producir "mezcal", con el objetivo de replicar la calidad reconocida del tequila mexicano. La siembra y destilación de agave en nuevas ubicaciones, desde las regiones subtropicales de Tanzania hasta el desierto del Karoo en Sudáfrica y el árido desierto del Néguev en Israel, destacan los avances agrícolas y la creciente apreciación mundial por el tequila y el mezcal.

## Producción de hidrógeno
La Facultad de Ingeniería de la Universidad Nacional Autónoma de México (UNAM) ha desarrollado un proceso mediante el cual se puede generar hidrógeno combustible a partir de las vinazas del tequila. Durante el proceso de destilación de esta bebida típica mexicana extraída del agave azul se generan aguas residuales o líquidos como subproducto que es lo que se conoce como vinazas del tequila.
Actualmente este subproducto es inutilizado por la industria, luego mediante el proceso que se propone lo que se pretende es usarlo como materia prima para obtención de hidrógeno, el cual es consumido por el fuego y es considerado como una fuente de energía limpia.

La metodología utilizada fue un biorrector a nivel de laboratorio. Se utilizó agua residual de la industria tequilera como fuente de carbono. En el estudio se utilizaron 2 temperaturas, 25°C y 35°C, además de dos tiempos de residencia hidráulica. El biogás generado fue recolectado usando el método de desplazamiento de agua. Para cada temperatura fueron observados en cada fase el volumen así como la composición del biogás, el carbono orgánico y la producción de ácidos.

El hidrógeno puede ser obtenido a partir de diferentes aguas residuales, es decir, de aguas o bien de origen industrial o bien de origen doméstico que contengan materia orgánica.